# Tutmosis III
Menjeperra Dyehutymose, Thutmose III o Tutmosis III, es el sexto faraón de la dinastía XVIII de Egipto; gobernó de c. 1479 a 1425 a. C., (1504 a. C. al 1450 a. C. -según la High Chronology-) siendo uno de los monarcas más importantes y poderosos de los tres mil años de civilización faraónica. En el transcurso de su reinado, el Imperio Egipcio alcanzó su máxima extensión territorial. 
También es conocido como Thutmosis III, o Tutmés III, variantes de su nombre helenizado. Gobernó con los títulos de trono y nacimiento de Menjeperra Dyehutymose.

## Biografía
Tutmosis III era hijo del rey Tutmosis II y de una concubina real de nombre Isis. Esta mujer ni siquiera ostentaba el título de esposa secundaria, por lo que las posibilidades del príncipe de llegar a rey habrían sido nulas de no haber muerto su padre sin descendencia masculina de la Gran Esposa Real Hatshepsut.
La tradición real durante la Dinastía XVIII, estipulaba que la sucesión sería privilegio del varón pero dicho príncipe debía ser fruto de la unión del Faraón gobernante y la Gran Esposa Real, quién ostentaba el cargo de Dadora de Herederos y sucesora de la mítica reina Ahmose-Nefertari.
Tutmosis III fue coronado, pero era demasiado joven para asumir el gobierno del estado. Por ello, la reina viuda Hatshepsut (quien era descendiente de reinas y reyes por ambas partes) se encargó de la regencia, alejando definitivamente al visir Ineni, el influyente cortesano que quizás estuvo detrás del encumbramiento de Tutmosis II y Tutmosis III en detrimento de la reina.

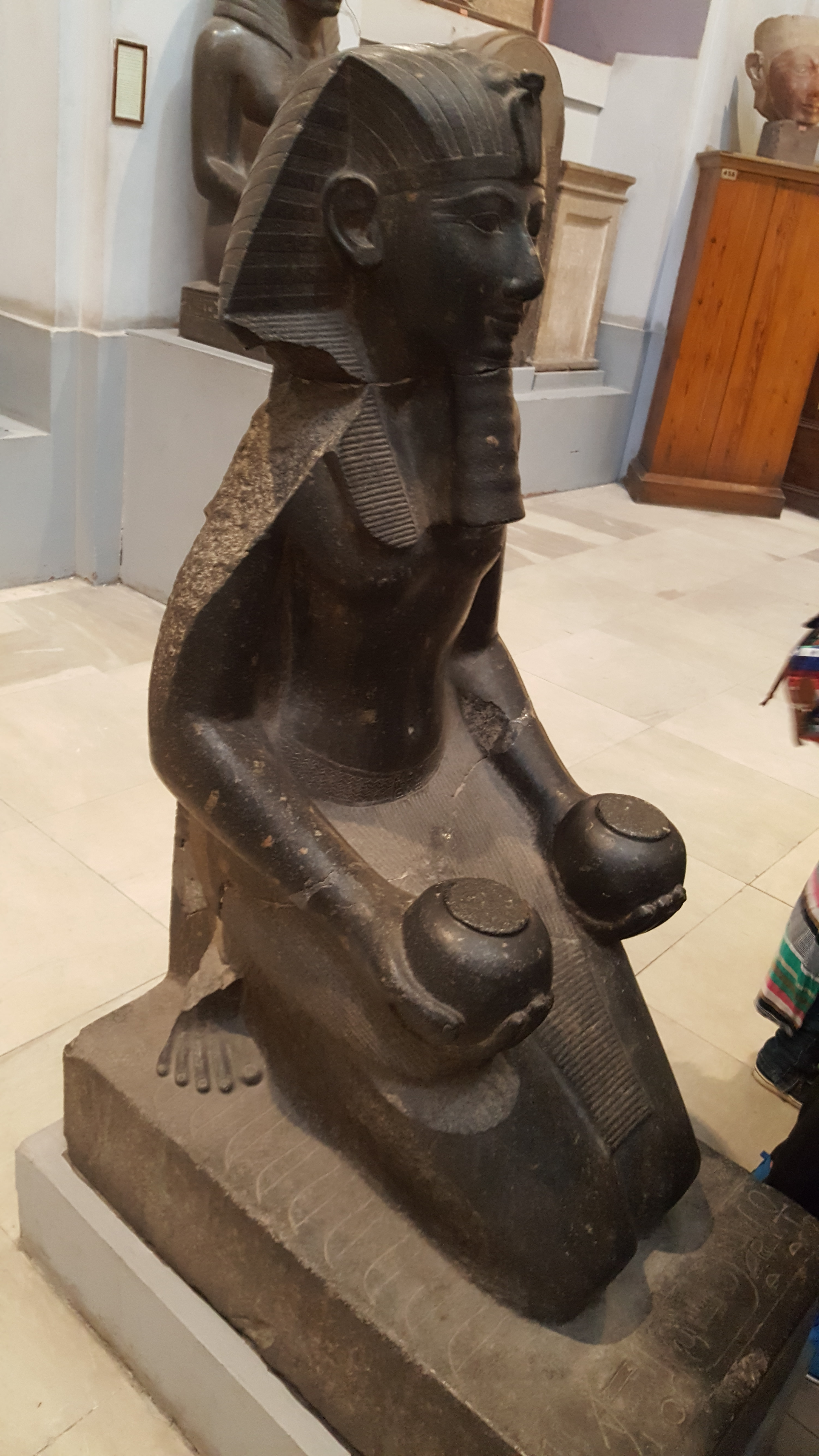
Estatua oferente del faraón Thutmose III. Museo de El Cairo.

Esta gran mujer no se conformó con ser regente y en el segundo año de reinado de Tutmosis III se autoproclamó faraón de Egipto bajo el nombre de Maatkara Hatshepsut.
A la muerte de Hatshepsut, Tutmosis III fue por fin rey único de Egipto, sin ninguna atadura. Podría pensarse que fue él quien liberó su cólera sobre la figura de la difunta reina, aniquilando su memoria y usurpando sus numerosos monumentos. Pero esta primera teoría será rebatida por los egiptólogos modernos.
Esta nueva tesis surgió ante el hecho de que por qué habría permitido Hatshepsut el control del ejército a un heredero resentido, lo que se sabe que hizo, a lo que se une que la destrucción de la memoria de la reina se inició al menos veinticinco años después de su muerte. El hecho de esperar este tiempo puede deberse a que tenía que acabar el reinado de Tutmosis III y producirse la muerte de altos funcionarios de la soberana como Senenmut quienes, de lo contrario, no lo hubiesen permitido. Otro dato que apoya esta teoría es que el templo funerario de Tutmosis III fue levantado junto al de Hatshepsut, un emplazamiento inverosímil para alguien que quisiera distanciarse de todo lo que representaba su tía-madrastra.
Una nueva teoría acerca de esta extraña corregencia es que mientras la reina gobernaba Egipto, el faraón Tutmosis III prefería la vida militar y expandir las fronteras del país más allá de lo que lo hizo su abuelo Tutmosis I.
Investigaciones de académicos como Charles Nim y Peter Dorman, reexaminaron los borrados de nombres e imágenes y encontraron que tales actos solo comenzaron en algún momento hacia el año 46 o 47 del reinado de Tutmosis III. Actualmente, la damnatio memoriae contra Hatshepsut se considera una medida diseñada para facilitar la sucesión al hijo de Tutmosis, el futuro Amenhotep II, en detrimento de cualquier familiar sobreviviente de la reina que tenían un derecho igual o mejor al trono.

## Familia
Tutmosis III tuvo al menos dos grandes esposas reales: Satiah y Hatshepsut Meritra (considerada la segunda hija de Hatshepsut, aunque con muchas dudas). También se ha pensado que estuvo casado con Neferura, la primogénita y quizás hija única de Hatshepsut, pero esto no está comprobado. Tuvo numerosas esposas secundarias, y varias de ellas por primera vez extranjeras que lo fueron en virtud de alianzas internacionales con príncipes sirios o cananeos (véase, Menhet, Menwi y Merti). De los muchos hijos nacidos de este rey, destacan Amenemhat (que había tenido con Satiah) y dos de Hatshepsut Meritra: Meritamón y Amenhotep II.
En las inscripciones jeroglíficas del Aj-menu de Karnak (el Templo Mortuorio de Tutmosis III), se dice que Satiah era la madre del mayor de los hijos del faraón. Ese niño se llamaba [?]-em-hat. Por desgracia la primera parte del nombre se ha perdido, aunque algunos autores han propuesto el nombre de Amenemhat. Por otra parte, dado que el nombre de la madre del niño rinde culto al dios Iah, la Luna, y que el nombre del padre rinde culto al dios Djehuty (o Thot), de marcado carácter lunar, resultaría mucho más pertinente que el nombre del hijo siguiera esa norma y fuera Thutemhat, y no Amenemhat. 
El hijo mayor del rey Amen/Thutemhat fue nombrado “... como Supervisor del Ganado”. Esta inscripción aparece en la Sala del festival de Karnak, fechada en el año 24 de Tutmosis III, en cuya época la Gran Esposa del rey era Satiah.

## Política interior
Sin embargo, el faraón tuvo que andar con cautela con los influyentes sacerdotes. Hatshepsut había logrado, con grandes donaciones, que el clero de Amón apoyase su candidatura al trono, y ahora los sacerdotes eran demasiado poderosos. Tutmosis III se encargó de contentarlos ampliando sus dominios, pero al mismo tiempo limitó su influencia nombrando sumos sacerdotes a amigos suyos.

## Genética
De acuerdo al análisis paleogenético de la momia de su biznieto Amenofis III, su linaje paterno (ADN-Y) debe ser el caucasoide-europeoide R1b-M343.

## Política exterior

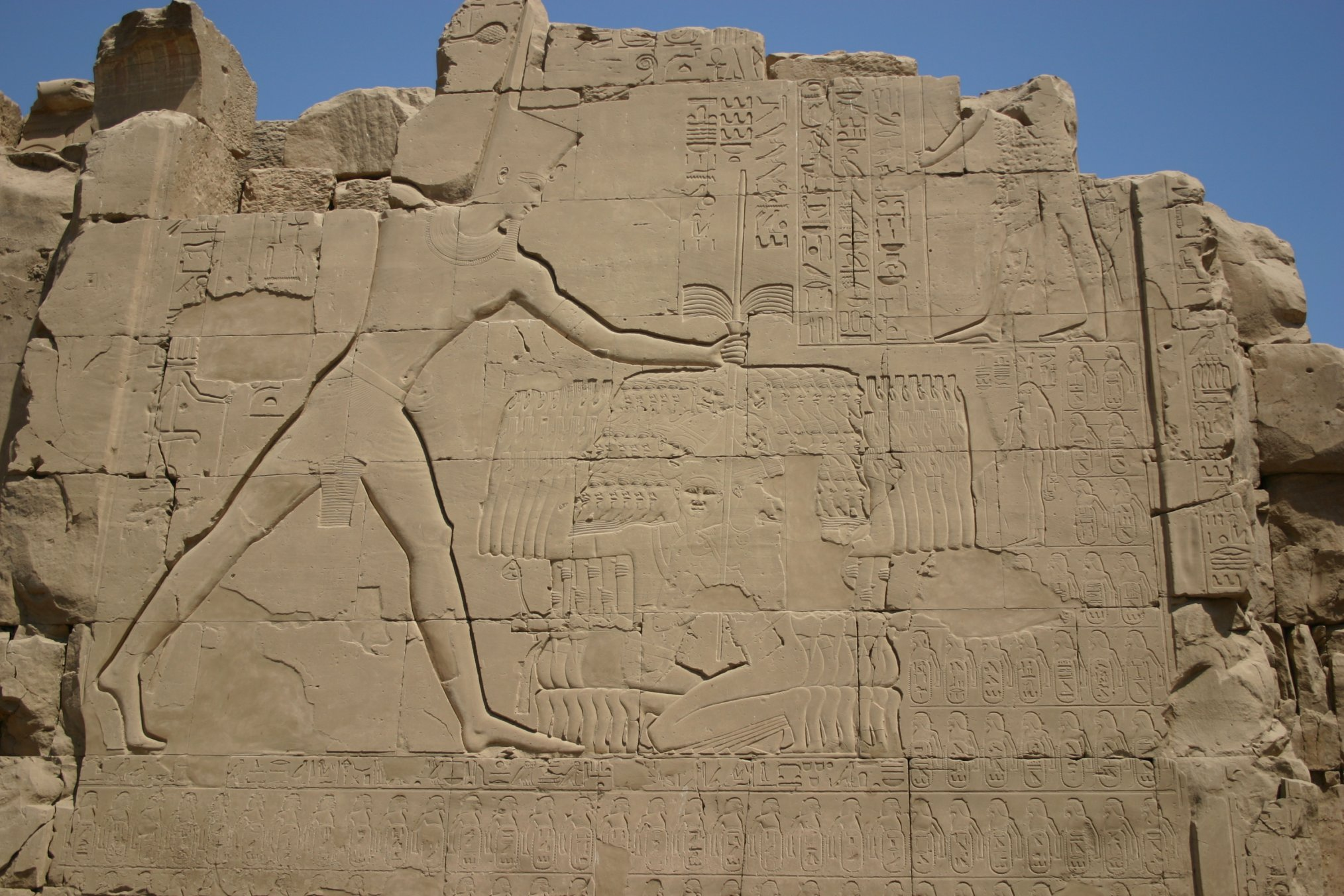
Bajorrelieve de Tutmosis III dominando a sus enemigos. Pilono del templo de Karnak.

En los 34 años que Tutmosis III gobernó completamente solo emprendió numerosas campañas, tanto en el Próximo Oriente como en Nubia y emulando a su abuelo, el gran Tutmosis I, realizó numerosas conquistas. 
Cuando murió Hatsepsut, Tutmosis III subió definitivamente al trono, iniciándose un reinado que iba a poner las bases auténticas del Imperio egipcio. Castigó a todos los hombres de gobierno que habían ayudado al gobierno anterior. Los dominios en Siria se habían perdido durante los reinados anteriores, los príncipes sirios se habían confederado y ya no se pagaban los tributos impuestos por Tutmosis I.
En su campaña, el faraón Tutmosis III sitió a los confederados y los venció en Megido. De allí Tutmosis III avanzó hacia el Líbano y sometió gran número de ciudades. Nombró como príncipes de las ciudades vencidas a amigos de los egipcios y además tomó como rehenes (garantía) a los hijos de los nuevos gobernadores. En tres expediciones consecutivas consolidó el poder egipcio en estas tierras. En la siguiente campaña conquistó Hamah, Homs y Alepo y derrotó a sus enemigos en Karkemish, con lo que llegó al Éufrates. En las últimas campañas sometió Chipre y la costa de Cilicia. Los obeliscos de Karnak recuerdan estos hechos. En los últimos años del reinado, procuró organizar el poder egipcio en Nubia y llegó hasta más allá de la tercera catarata del Nilo. Murió en 1450 a. C. y su recuerdo no se borró nunca, pues había logrado reunir un Imperio que se extendía desde Napata, en Nubia, hasta el Éufrates.
Condujo al menos 17 campañas militares a Palestina y Siria, y alcanzó el Éufrates. Bajo su reinado Egipto alcanzó su máxima extensión, con dominios en Siria, Canaán, el Sinaí y toda Nubia, además de efectivos contactos comerciales con los reinos vecinos.
Tal vez la batalla más brillante librada por el faraón fuera la batalla de Meguido (Meggido), donde el faraón y su ejército tuvieron que atravesar un angosto desfiladero, para así sorprender al entonces príncipe de Kadesh, el cual esperaba el ataque por otra zona más accesible y por la cual pensaba que atacaría el faraón. Esta batalla está registrada en los llamados Anales del templo de Amon de Karnak.

## Últimos años
Los dos últimos años de reinado de Tutmosis III los compartió con su hijo, el joven Amenhotep II, en una corregencia en la que le adiestró en el manejo del poder, aunque seguramente de forma más cordial a la que tuvo Hatshepsut con él. Fue enterrado en el Valle de los Reyes en la tumba KV34, donde se encuentra la versión más completa de Libro del Amduat, y su momia fue una de las halladas en el escondrijo de Deir el-Bahari, aunque en mal estado de conservación.

## Construcciones

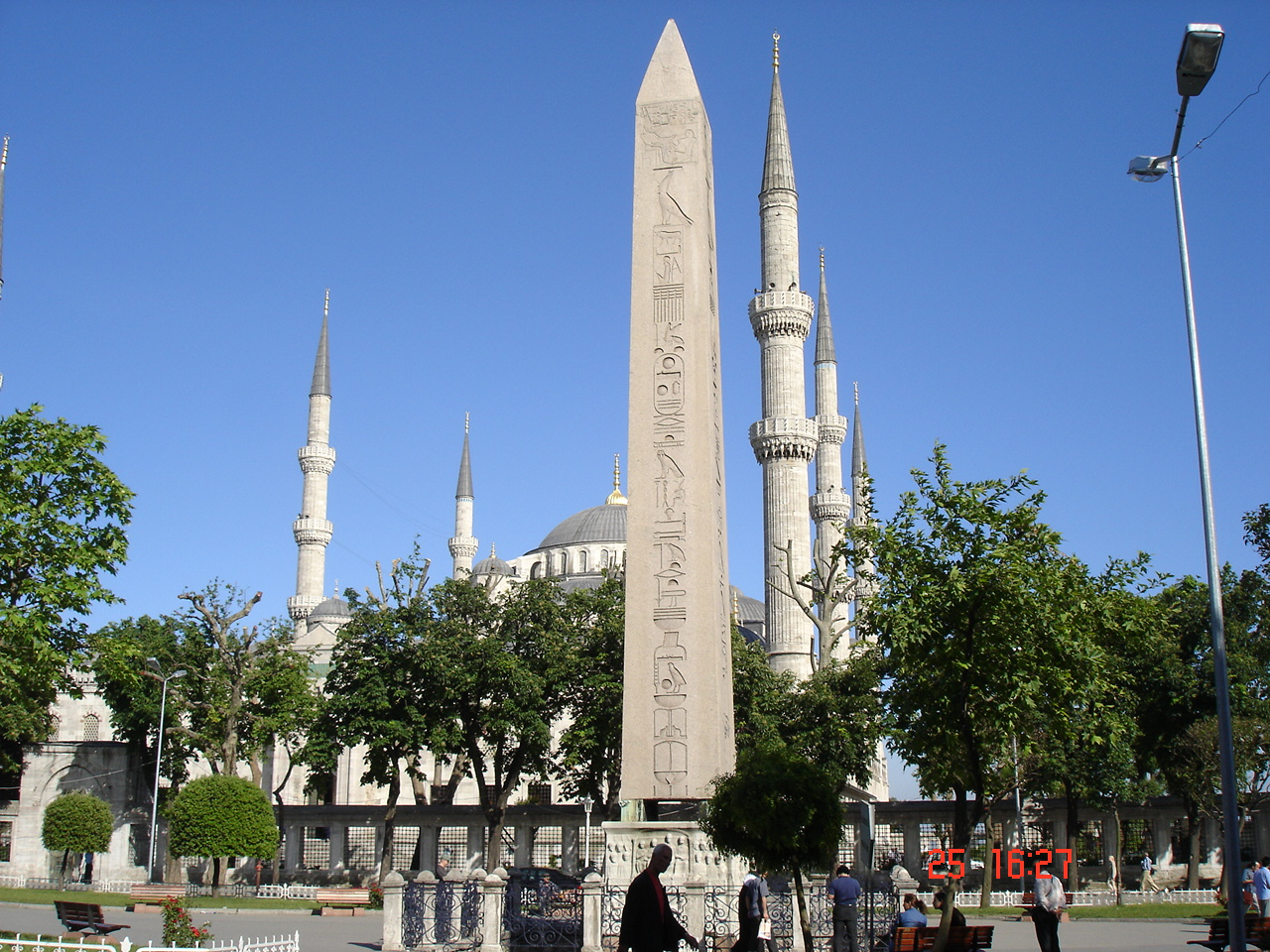
Obelisco de Tutmosis III en Estambul.

La actividad constructora fue muy notable en esta época, en la que la riqueza entraba a raudales en el país del Nilo. Fueron construidos, ampliados y restaurados muchos templos en Egipto y Nubia. 
Ordenó ampliar el templo de Amón en Karnak, añadiendo un pasaje llamado aj-menu, dejando grabadas largas inscripciones que están entre las mejor preservadas, divulgando sus campañas militares y las donaciones que hizo al templo. También mandó erigir siete grandes obeliscos en Karnak, que muy posteriormente fueron trasladados a las ciudades de Roma, Estambul, Londres y Nueva York.

## Menciones
Es mencionado en la biografía de Ahmose Paennejeb (El Kab), y en innumerables inscripciones en muros de templos, estelas y estatuas, erigidos en su honor por todo Egipto y Nubia (Karnak, Abidos, Hieracómpolis, Nubt, Deir El-Bahari, Elefantina, Asuan, Sehel, Semna, Kumma, Tell Halfa, Gebel Barkal, Armant, Faras).

## Su tumba

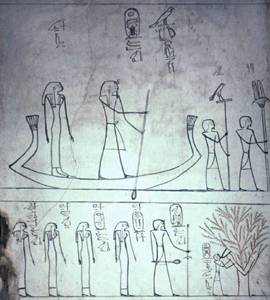
Pinturas en la tumba de Tutmosis III; obsérvese el esquematismo de las figuras.

La tumba de este faraón fue descubierta por los trabajadores de Victor Loret en 1898; tras limpiarla con cuidado, se hizo un plano de dónde había sido encontrado cada objeto. La tumba había sido robada en la antigüedad; la momia del rey ya había sido encontrada (en 1881) en el escondrijo llamado DB320.
Los objetos encontrados en la tumba se encontraban muy deteriorados. Los ladrones de tumbas habían sido poco cuidadosos en su búsqueda y el sarcófago había sido dañado al retirar la tapa; las figuras de madera encontradas en la tumba habían sido lanzadas con fuerza contra las paredes para arrancarles el dorado.
La tumba es diferente a otras sepulturas más tempranas del Valle de los Reyes, tanto en tamaño como en decoración. Posee tres pasillos, un pozo (el primer pozo verdadero en cualquier tumba del Valle de los Reyes; su posible uso no debió ser tanto el repeler a los ladrones de tumbas sino el contener las inundaciones), una antecámara decorada con los dioses del Amduat, y una cámara mortuoria decorada con las escenas del Amduat; los pilares fueron decorados con la Letanía de Ra y muestran al rey protegido por Isis.
Por vez primera aparece una decoración parietal que utiliza el enyesado y posterior pintura (las tumbas más tempranas tenían las escenas pintadas en bloques de caliza incrustadas en las paredes; por ejemplo, en la tumba de Hatshepsut). Cuando se limpió la tumba, se vio que las dos habitaciones a la izquierda de la cámara sepulcral habían sido despojadas de su contenido original; esto también había pasado en la tumba de Amenhotep II. Es posible que la tumba de Tuthmosis III fuera usada durante un tiempo por los sacerdotes de la XXI dinastía antes de ser abandonada.
La entrada a la tumba se localiza encima de una pared rocosa. Tras la terminación de la tumba, la escalera de acceso fue cortada para disuadir a los saqueadores. La antecámara se apoya en dos pilares, y las paredes aparecen pintadas con la lista de los 741 dioses del Amduat.
La cámara mortuoria presenta una inusual forma de cartucho real y aparece decorada con la representación de tres registros del Amduat, desarrollándose las escenas de un modo un tanto extraño, ya que las figuras aparecen completamente esquematizadas o abocetadas; esto conduce al egiptólogo John Romer a pensar que este espacio fue pintado a toda prisa tras la muerte de Tutmosis III, consideración extraña dada la larga duración de su reinado.
En realidad, imita el tipo de escritura y dibujo de los papiros y este curioso estilo pictórico será también empleado en la tumba de su hijo y sucesor Amenofis II.

## Titulatura
| Titulatura | Jeroglífico | Transliteración (transcripción) - traducción - (referencias) |

| G5 |

| G5 |

| E2 · D40 | N28 | G17 | R19 | t · O49 |

| E2 · D40 | N28 | G17 | R19 | t · O49 |

| E2 · D40 | N28 | G17 | R19 | t · O49 |

| E2 · D40 | N28 | G17 | R19 | t · O49 |

| G5 |

| G5 |

| E2 · D40 | N28 | G17 | R19 | t · O49 |

| E2 · D40 | N28 | G17 | R19 | t · O49 |

| E2 · D40 | N28 | G17 | R19 | t · O49 |

| E2 · D40 | N28 | G17 | R19 | t · O49 |

| G16 |

| G16 |

| V29 | M23 | M17 | M17 | X1 |

| V29 | M23 | M17 | M17 | X1 |

| G16 |

| G16 |

| V29 | M23 | M17 | M17 | X1 |

| V29 | M23 | M17 | M17 | X1 |

| G8 |

| G8 |

| D45 · D21 | Y1V | N28 | G43 | Y1 · Z2 |

| D45 · D21 | Y1V | N28 | G43 | Y1 · Z2 |

| G8 |

| G8 |

| D45 · D21 | Y1V | N28 | G43 | Y1 · Z2 |

| D45 · D21 | Y1V | N28 | G43 | Y1 · Z2 |

| N5 | Y5 | L1 |

| N5 | Y5 | L1 |

| N5 | Y5 | L1 |

| N5 | Y5 | L1 |

| N5 | Y5 | L1 |

| N5 | Y5 | L1 |

| N5 | Y5 | L1 |

| N5 | Y5 | L1 |

| N5 | Y5 | L1 |

| N5 | Y5 | L1 |

| N5 | Y5 | L1 |

| N5 | Y5 | L1 |

| N5 | Y5 | L1 |

| N5 | Y5 | L1 |

| N5 | Y5 | L1 |

| N5 | Y5 | L1 |

| G26 | F31 | F35 | L1 | O34 |

| G26 | F31 | F35 | L1 | O34 |

| G26 | F31 | F35 | L1 | O34 |

| G26 | F31 | F35 | L1 | O34 |

| G26 | F31 | F35 | L1 | O34 |

| G26 | F31 | F35 | L1 | O34 |

| G26 | F31 | F35 | L1 | O34 |

| G26 | F31 | F35 | L1 | O34 |

| G26 | F31 | F35 | L1 | O34 |

| G26 | F31 | F35 | L1 | O34 |

| G26 | F31 | F35 | L1 | O34 |

| G26 | F31 | F35 | L1 | O34 |

| G26 | F31 | F35 | L1 | O34 |

| G26 | F31 | F35 | L1 | O34 |

| G26 | F31 | F35 | L1 | O34 |

| G26 | F31 | F35 | L1 | O34 |

| G26 | F31 | F35 | L1 | Z3 |

| G26 | F31 | F35 | L1 | Z3 |

| G26 | F31 | F35 | L1 | Z3 |

| G26 | F31 | F35 | L1 | Z3 |

| G26 | F31 | F35 | L1 | Z3 |

| G26 | F31 | F35 | L1 | Z3 |

| G26 | F31 | F35 | L1 | Z3 |

| G26 | F31 | F35 | L1 | Z3 |

| G26 | F31 | F35 | L1 | Z3 |

| G26 | F31 | F35 | L1 | Z3 |

| G26 | F31 | F35 | L1 | Z3 |

| G26 | F31 | F35 | L1 | Z3 |

| G26 | F31 | F35 | L1 | Z3 |

| G26 | F31 | F35 | L1 | Z3 |

| G26 | F31 | F35 | L1 | Z3 |

| G26 | F31 | F35 | L1 | Z3 |